# مشروع هوبكو لطاقة الفحم
مشروع هوبكو لطاقة الفحم هو مشروع لتوليد الطاقة بالفحم يقع في هوب، بلوشستان باكستان ، أنشأته شركة China Power Huهو مشروع لتوليد الطاقة بالفحم يقع في Hub ، بلوشستان باكستان ، أنشأته شركة شركة هوب اتوليد الطاقة الصينية في إطار الممر الاقتصادي الصيني الباكستاني.
تبلغ قدرة المشروع المركبة 1.320 ميجاوات وبدأت عملياتها الكاملة في 17 أغسطس 2019.